# Tjeldøya
Tjeldøya (en Nordsamisk Dielddasuolu ) est une île du comté de Troms, sur la côte de la mer de Norvège. L'île fait partie la commune de Tjeldsund.

## Description
L'île de 187 km2 est entièrement située dans la municipalité de Tjeldsund. Au nord et à l'ouest de l'île se trouve le détroit de Tjeldsundet (en) qui la sépare de la grande île de Hinnøya ; au sud de l'île se trouve l'Ofotfjord ; et à l'est de l'île se trouve le détroit de Ramsundet qui la sépare du continent norvégien. Tjeldøya est relié au continent par le Ramsund Bridge (en), à environ 7 kilomètres au sud du village de Hol.